# Gary Goodridge
Gary Henry Goodridge (17 de enero de 1966), apodado "Big Daddy", es un kickboxer y practicante de artes marciales mixtas retirado de Trinidad y Tobago. Antes de competir en kickboxing y artes marciales mixtas fue también uno de los contendientes de pulsear mejor clasificados en el mundo. A principios de 2012, Goodridge fue diagnosticado con la aparición temprana de demencia pugilística.

## Campeonatos y logros
Boxeo aficionado
- Campeón de Peso superpesado de Canadá.

Kickboxing
- K-1
  - Campeón del K-1 World Grand Prix en Hawái (2005)
  - Finalista del K-1 World Grand Prix en Las Vegas (2005)
  - Finalista del K-1 World Grand Prix en Las Vegas (2006)

Bujinkan nudo taijutsu'
- Cinturón negro 9.º Dan (Sa Beom Nim)[5]

Artes Marciales Mixtas
- International Vale Tudo Championship
  - Campeón de la primera edición del Torneo I.V.C.
- Ultimate Fighting Championship
  - Finalista del Torneo de UFC 8
  - Semifinalista del Torneo de UFC 10
- PRIDE Fighting Championships
  - Cuartos de final del Torneo de PRIDE Grand Prix 2000

## Registro en Kickboxing
| Resultado | Récord  | Oponente          | Método                           | Evento                                                 | Fecha                    | Ronda | Tiempo | Localización | Notas                                                                            |
| --------- | ------- | ----------------- | -------------------------------- | ------------------------------------------------------ | ------------------------ | ----- | ------ | ------------ | -------------------------------------------------------------------------------- |
| Derrota   | 12–24–2 | Cătălin Moroşanu  | TKO (detención arbitral)         | K-1 Scandinavia Rumble of the Kings 2010               | 27 de noviembre de 2010  | 2     | 2:10   | Estocolmo    |                                                                                  |
| Derrota   | 12–23–2 | Jerry Otto        | Decisión (unánime)               | La Onda Fight Night: Blood In Blood Out                | 24 de octubre de 2010    | 3     | 3:00   | Magdeburgo   |                                                                                  |
| Derrota   | 12–22–2 | Igor Mihaljevic   | Decisión (unánime)               | Noc skorpiona 6                                        | 13 de febrero de 2010    | 3     | 3:00   | Karlovac     |                                                                                  |
| Derrota   | 12–21–2 | Cătălin Moroşanu  | TKO (paro de esquina)            | Local Kombat 32                                        | 12 de diciembre de 2008  | 2     | 3:00   | Ploiești     | Por el Campeonato Mundial de Peso Pesado de Kickboxing Network Intercontinental. |
| Derrota   | 12–20–2 | Hiromi Amada      | Decisión (unánime)               | DEEP: Gladiators                                       | 16 de agosto de 2008     | 3     | 3:00   | Okayama      |                                                                                  |
| Derrota   | 12–19–2 | Lubos Suda        | Decisión (unánime)               | K-1 Fighting Network Prague 2007                       | 15 de diciembre de 2007  | 3     | 3:00   | Praga        |                                                                                  |
| Empate    | 12–18–2 | Konstantin Gluhov | Decisión (empate)                | K-1 Fighting Network Latvia 2007                       | 13 de octubre de 2007    | 3     | 3:00   | Riga         |                                                                                  |
| Derrota   | 12–18–1 | Choi Hong-man     | KO (rodillazo)                   | K-1 World Grand Prix 2007 in Hong Kong                 | 5 de agosto de 2007      | 1     | 1:34   | Hong Kong    |                                                                                  |
| Derrota   | 12–17–1 | Patrick Barry     | TKO (detención arbitral)         | K-1 World Grand Prix 2007 in Hawaii                    | 4 de abril de 2007       | 1     | 1:07   | Honolulu     | Cuartos de final del K-1 Grand Prix Hawái 2007.                                  |
| Derrota   | 12–16–1 | Remy Bonjasky     | KO (rodillazo)                   | K-1 World Grand Prix 2006 in Osaka Opening Round       | 30 de septiembre de 2006 | 3     | 0:52   | Osaka        | Ronda previa del K-1 World Grand Prix 2006.                                      |
| Derrota   | 12–15–1 | Carter Williams   | Decisión (unánime)               | K-1 World Grand Prix 2006 in Las Vegas II              | 12 de agosto de 2006     | 3     | 3:00   | Las Vegas    | Cuartos de final del K-1 Grand Prix Las Vegas II 2006.                           |
| Derrota   | 12–14–1 | Peter Aerts       | Decisión (unánimme)              | K-1 World Grand Prix 2006 in Sapporo                   | 30 de julio de 2006      | 3     | 3:00   | Sapporo      |                                                                                  |
| Derrota   | 12–13–1 | Chalid Arrab      | KO (gancho de derecha)           | K-1 World Grand Prix 2006 in Las Vegas                 | 29 de abril de 2006      | 3     | 1:00   | Las Vegas    | Final del K-1 Grand Prix Las Vegas 2006.                                         |
| Victoria  | 12–12–1 | Scott Lighty      | TKO (detención arbitral)         | K-1 World Grand Prix 2006 in Las Vegas                 | 29 de abril de 2006      | 1     | 0:34   | Las Vegas    | Semifinal del K-1 Grand Prix Las Vegas 2006.                                     |
| Victoria  | 11–12–1 | Kengo Watanabe    | KO (gancho de derecha)           | K-1 World Grand Prix 2006 in Las Vegas                 | 29 de abril de 2006      | 1     | 0:40   | Las Vegas    | Cuartos de final del K-1 Grand Prix Las Vegas 2006.                              |
| Derrota   | 10–12–1 | Alexey Ignashov   | Decisión                         | K-1 European League 2006 in Budapest                   | 17 de febrero de 2006    | 3     | 3:00   | Budapest     |                                                                                  |
| Derrota   | 10–11–1 | Glaube Feitosa    | Decisión (unánime)               | K-1 World Grand Prix 2005 in Tokyo Final               | 19 de noviembre de 2005  | 3     | 3:00   | Tokio        |                                                                                  |
| Derrota   | 10–10–1 | Jérôme Le Banner  | TKO (tres veces derribado)       | K-1 World Grand Prix 2005 in Osaka – Final Elimination | 23 de septiembre de 2005 | 1     | 2:13   | Osaka        | Ronda previa del K-1 World Grand Prix 2005.                                      |
| Victoria  | 10–9–1  | Yusuke Fujimoto   | TKO (detención de esquina)       | K-1 World Grand Prix 2005 in Hawaii                    | 29 de julio de 2005      | 3     | 1:19   | Honolulu     | Campeón del k-1 Grand Prix Hawái 2005.                                           |
| Victoria  | 9–9–1   | Carter Williams   | KO (gnachos de derecha)          | K-1 World Grand Prix 2005 in Hawaii                    | 29 de julio de 2005      | 1     | 1:15   | Honolulu     | Semifinal del k-1 Grand Prix Hawái 2005.                                         |
| Victoria  | 8–9–1   | Wesley Correira   | TKO (detención arbitral)         | K-1 World Grand Prix 2005 in Hawaii                    | 29 de julio de 2005      | 1     | 2:43   | Honolulu     | Cuartos de final del k-1 Grand Prix Hawái 2005.                                  |
| Derrota   | 7–9–1   | Glaube Feitosa    | KO (patada alta de izquierda)    | K-1 World Grand Prix 2005 in Las Vegas                 | 30 de abril de 2005      | 1     | 2:40   | Las Vegas    | Final del K-1 Grand Prix Las Vegas 2005.                                         |
| Victoria  | 7–8–1   | Scott Lighty      | TKO (patadas bajas)              | K-1 World Grand Prix 2005 in Las Vegas                 | 30 de abril de 2005      | 1     | 2:55   | Las Vegas    | Semifinal del K-1 Grand Prix Las Vegas 2005.                                     |
| Victoria  | 6–8–1   | Sean O'Haire      | KO (gancho de derecha al mentón) | K-1 World Grand Prix 2005 in Las Vegas                 | 30 de abril de 2005      | 1     | 1:56   | Las Vegas    | Cuartos de final del K-1 Grand Prix Las Vegas 2005.                              |
| Derrota   | 5–8–1   | Ray Sefo          | KO (gancho de derecha al mentón) | K-1 PREMIUM 2004 Dynamite!!                            | 31 de diciembre de 2004  | 1     | 0:24   | Osaka        |                                                                                  |
| Victoria  | 5–7–1   | Cyril Abidi       | KO (gancho de derecha)           | K-1 World Grand Prix 2004 Final                        | 4 de diciembre de 2004   | 1     | 3:00   | Tokio        |                                                                                  |
| Victoria  | 4–7–1   | Samy Atia         | KO (puños)                       | Titans 1st                                             | 6 de noviembre de 2004   | 1     | 2:49   | Kitakyūshū   |                                                                                  |
| Derrota   | 3–7–1   | Mighty Mo         | TKO (tres veces derribado)       | K-1 World Grand Prix 2004 Final Elimination            | 25 de septiembre de 2004 | 1     | 2:58   | Tokio        | Ronda previa del K-1 World Grand Prix 2004.                                      |
| Victoria  | 3–6–1   | Dewey Cooper      | Decisión (dividida)              | K-1 World Grand Prix 2004 in Las Vegas II              | 7 de agosto de 2004      | 3     | 3:00   | Las Vegas    |                                                                                  |
| Derrota   | 2–6–1   | Peter Aerts       | TKO (patadas bajas)              | K-1 World Grand Prix 2004 in Nagoya                    | 6 de junio de 2004       | 3     | 1:40   | Nagoya       |                                                                                  |
| Victoria  | 2–5–1   | Paul Kingi        | TKO                              | K-1 World Grand Prix 2004 in Las Vegas I               | 30 de abril de 2004      | 1     | 2:43   | Las Vegas    |                                                                                  |
| Derrota   | 1–5–1   | Mark Hunt         | Decisión (unánime)               | K-1 World Grand Prix 2003 in Las Vegas                 | 2 de mayo de 2003        | 5     | 3:00   | Las Vegas    |                                                                                  |
| Empate    | 1–4–1   | Musashi           | Decisión (empate)                | K-1 Beast 2003                                         | 6 de abril de 2003       | 5     | 3:00   | Yamagata     |                                                                                  |
| Derrota   | 1–4     | Mike Bernardo     | KO (gancho de derecha)           | Inoki Bom-Ba-Ye 2002                                   | 31 de diciembre de 2002  | 1     | 2:12   | Saitama      |                                                                                  |
| Derrota   | 1–3     | Jérôme Le Banner  | KO                               | K-1 World Grand Prix 2002 Final Elimination            | 5 de octubre de 2002     | 1     | 0:42   | Saitama      | Ronda previa del K-1 World Grand Prix 2002.                                      |
| Victoria  | 1–2     | Mike Bernardo     | TKO                              | K-1 World Grand Prix 2002 in Las Vegas                 | 17 de agosto de 2002     | 1     | 1:38   | Las Vegas    |                                                                                  |
| Derrota   | 0–2     | Masaaki Satake    | KO (patada)                      | K-1 Spirits '99                                        | 22 de agosto de 1999     | 3     | 2:47   | Tokio        |                                                                                  |
| Derrota   | 0–1     | Musashi           | Descalificación                  | K-1 Revenge '99                                        | 25 de abril de 1999      | 1     | 2:15   | Yokohama     |                                                                                  |

## Registro en artes marciales mixtas
| Resultado | Récord  | Oponente                 | Método                                  | Evento                                 | Fecha                    | Ronda | Tiempo | Localización        | Notas                                                                                 |
| --------- | ------- | ------------------------ | --------------------------------------- | -------------------------------------- | ------------------------ | ----- | ------ | ------------------- | ------------------------------------------------------------------------------------- |
| Derrota   | 23–23–1 | Lyubomir Simeonov        | TKO (puñetazos)                         | Bulgarian MMA Federation: Warriors 18  | 17 de diciembre de 2010  | 1     | 3:01   | Sofía               |                                                                                       |
| Derrota   | 23–22–1 | Pedro Rizzo              | TKO (abandono)                          | Washington Combat                      | 15 de mayo de 2010       | 2     | 5:00   | Washington D. C.    |                                                                                       |
| Derrota   | 23–21–1 | Gegard Mousasi           | TKO (puñetazos)                         | Dynamite!! 2009                        | 31 de diciembre de 2009  | 1     | 1:34   | Saitama             |                                                                                       |
| Derrota   | 23–20–1 | Gábor Németh             | TKO (detención de esquina)              | Super GP                               | 22 de noviembre de 2008  | 2     | 3:45   | Budapest            | Goodridge abandonó el cuadrilátero por no estar satisfecho con la actuación arbitral. |
| Derrota   | 23–19–1 | Alistair Overeem         | Sumisión (kimura)                       | United Glory 10                        | 9 de noviembre de 2008   | 1     | 1:47   | Arnhem              |                                                                                       |
| Derrota   | 23–18–1 | Paul Buentello           | Decisión (unánime)                      | Affliction: Banned                     | 19 de julio de 2008      | 3     | 5:00   | Anaheim             |                                                                                       |
| Derrota   | 23–17–1 | Terroll Dees             | Decisión (unánime)                      | Iroquois MMA Championships 4           | 21 de junio de 2008      | 3     | 5:00   | Ontario             |                                                                                       |
| Derrota   | 23–16–1 | Choi Mu-Bae              | KO (puñetazo)                           | The Khan 1                             | 30 de marzo de 2008      | 2     | N/A    | Seúl                |                                                                                       |
| Victoria  | 23–15–1 | Jan Nortje               | TKO (puñetazos)                         | Hero's 8                               | 12 de marzo de 2007      | 1     | 3:00   | Nagoya              |                                                                                       |
| Victoria  | 22–15–1 | Tadas Rimkevicius        | TKO (puñetazos)                         | Hero's Lithuania 2006                  | 11 de noviembre de 2006  | 1     | 4:31   | Lituania            |                                                                                       |
| Derrota   | 21–15–1 | Heath Herring            | TKO (puñetazos)                         | Hero's 4                               | 15 de marzo de 2006      | 2     | 1:55   | Tokio               |                                                                                       |
| Victoria  | 21–14–1 | Alan Karaev              | Sumisión (estrangulación con antebrazo) | Hero's 1                               | 26 de mayo de 2005       | 1     | 2:58   | Saitama             |                                                                                       |
| Victoria  | 20–14–1 | Sylvester Terkay         | TKO (puñetazos)                         | K-1 MMA ROMANEX                        | 22 de mayo de 2004       | 1     | 1:22   | Saitama             |                                                                                       |
| Victoria  | 19–14–1 | Don Frye                 | KO (patada a la cabeza)                 | PRIDE Shockwave 2003                   | 31 de diciembre de 2003  | 1     | 0:39   | Saitama             |                                                                                       |
| Victoria  | 18–14–1 | Dan Bobish               | TKO (puñetazos)                         | PRIDE Final Conflict 2003              | 9 de noviembre de 2003   | 1     | 0:18   | Tokio               |                                                                                       |
| Derrota   | 17–14–1 | Fedor Emelianenko        | TKO (patadas y puñetazos)               | PRIDE Total Elimination 2003           | 10 de agosto de 2003     | 1     | 1:09   | Saitama             |                                                                                       |
| Victoria  | 17–13–1 | Lloyd van Dams           | TKO (puñetazos)                         | PRIDE Shockwave                        | 28 de agosto de 2002     | 1     | 3:39   | Tokio               |                                                                                       |
| Victoria  | 16–13–1 | Achmed Labasanov         | Decisión (dividida)                     | PRIDE 21                               | 23 de junio de 2002      | 3     | 5:00   | Saitama             |                                                                                       |
| Empate    | 15–13–1 | Ebenezer Fontes Braga    | Empate                                  | Inoki Bom-Ba-Ye 2001                   | 31 de diciembre de 2001  | 5     | 3:00   | Saitama             | Combate con reglas especiales combinando reglas de K-1 con reglas de Pride.           |
| Victoria  | 15–13   | Yoshiaki Yatsu           | TKO (detención de esquina)              | PRIDE 16                               | 24 de septiembre de 2001 | 1     | 3:03   | Osaka               |                                                                                       |
| Victoria  | 14–13   | Jan Nortje               | Sumisión (armbar)                       | K-1 Andy Memorial 2001 Japan GP Final  | 19 de agosto de 2001     | 1     | 1:11   | Saitama             |                                                                                       |
| Derrota   | 13–13   | Antônio Rodrigo Nogueira | Sumisión (Sankaku-jime)                 | PRIDE 15                               | 29 de julio de 2001      | 1     | 2:37   | Saitama             |                                                                                       |
| Victoria  | 13–12   | Valentijn Overeem        | Sumisión (rodillazo)                    | PRIDE 14                               | 27 de mayo de 2001       | 1     | 2:39   | Yokohama            |                                                                                       |
| Victoria  | 12–12   | Bob Schrijber            | Sumisión (kneebar)                      | 2 Hot 2 Handle 2                       | 18 de marzo de 2001      | 1     | 2:32   | Róterdam            |                                                                                       |
| Victoria  | 11–12   | Yoshiaki Yatsu           | TKO (puñetazos)                         | PRIDE 11                               | 31 de octubre de 2000    | 1     | 8:58   | Osaka               |                                                                                       |
| Derrota   | 10–12   | Gilbert Yvel             | KO (patada a la cabeza)                 | PRIDE 10                               | 27 de agosto de 2000     | 1     | 0:28   | Saitama             |                                                                                       |
| Derrota   | 10–11   | Ricco Rodriguez          | Decisión (unánime)                      | PRIDE 9                                | 4 de junio de 2000       | 2     | 10:00  | Nagoya              |                                                                                       |
| Derrota   | 10–10   | Igor Vovchanchyn         | TKO (puñetazos)                         | PRIDE Grand Prix 2000 Finals           | 1 de mayo de 2000        | 1     | 10:14  | Tokio               | Cuartos de final del PRIDE Grand Prix 2000                                            |
| Victoria  | 10–9    | Osamu Kawahara           | Sumisión (estrangulación con antebrazo) | PRIDE Grand Prix 2000 Opening Round    | 30 de enero de 2000      | 1     | 0:51   | Tokio               | Ronda de apertura del PRIDE Grand Prix 2000                                           |
| Derrota   | 9–9     | Tom Erikson              | Decisión (unánime)                      | PRIDE 8                                | 21 de noviembre de 1999  | 2     | 10:00  | Tokio               |                                                                                       |
| Derrota   | 9–8     | Naoya Ogawa              | Sumisión(Keylock)                       | PRIDE 6                                | 4 de julio de 1999       | 2     | 0:36   | Yokohama            |                                                                                       |
| Victoria  | 9–7     | Andre Roberts            | Sumisión (puñetazo)                     | UFC 19                                 | 5 de marzo de 1999       | 1     | 0:43   | Bay St. Louis       |                                                                                       |
| Derrota   | 8–7     | Igor Vovchanchyn         | TKO (puñetazos)                         | PRIDE 4                                | 11 de octubre de 1998    | 1     | 5:58   | Tokio               |                                                                                       |
| Victoria  | 8–6     | Amir Rahnavardi          | TKO (puñetazos)                         | PRIDE 3                                | 24 de junio de 1998      | 1     | 7:22   | Tokio               |                                                                                       |
| Derrota   | 7–6     | Marco Ruas               | Sumisión (heel hook)                    | PRIDE 2                                | 15 de marzo de 1998      | 1     | 9:09   | Yokohama            |                                                                                       |
| Victoria  | 7–5     | Oleg Taktarov            | KO (puñetazo)                           | PRIDE 1                                | 11 de octubre de 1997    | 1     | 4:57   | Tokio               |                                                                                       |
| Victoria  | 6–5     | Pedro Otavio             | Sumisión (puñetazos)                    | International Vale Tudo Championship 1 | 6 de julio de 1997       | 1     | 16:15  | Brasil              | Campeón del IVC 1.                                                                    |
| Victoria  | 5–5     | Cal Worsham              | Sumisión (Keylock)                      | International Vale Tudo Championship 1 | 6 de julio de 1997       | 1     | 0:43   | Brasil              | Semifinal del IVC 1.                                                                  |
| Victoria  | 4–5     | Augusto Menezes Santos   | Sumisión                                | International Vale Tudo Championship 1 | 6 de julio de 1997       | 1     | 0:32   | Brasil              | Cuartos de final del IVC 1.                                                           |
| Derrota   | 3–5     | Mario Neto               | Sumisión (sin razón aparente)           | Universal Vale Tudo Fighting 6         | 3 de marzo de 1997       | 1     | 6:02   | Brasil              |                                                                                       |
| Derrota   | 3–4     | Don Frye                 | Sumisión (fatiga)                       | Ultimate Ultimate 1996                 | 7 de diciembre de 1996   | 1     | 11:19  | Birmingham, Alabama | Cuartos de final del Torneo Ultimate Ultimate 1996                                    |
| Derrota   | 3–3     | Mark Coleman             | Sumisión (agotamiento)                  | UFC 10                                 | 12 de julio de 1996      | 1     | 7:00   | Birmingham, Alabama | Semifinal del Torneo de UFC 10.                                                       |
| Victoria  | 3–2     | John Campetella          | KO (puñetazos)                          | UFC 10                                 | 12 de julio de 1996      | 1     | 1:28   | Birmingham, Alabama | Cuartos de final del Torneo de UFC 10.                                                |
| Derrota   | 2–2     | Mark Schultz             | TKO (corte)                             | UFC 9                                  | 17 de mayo de 1996       | 1     | 12:00  | Detroit             |                                                                                       |
| Derrota   | 2–1     | Don Frye                 | Sumisión (golpes)                       | UFC 8                                  | 16 de febrero de 1996    | 1     | 2:14   | San Juan            | Final del Torneo de UFC 8.                                                            |
| Victoria  | 2–0     | Jerry Bohlander          | TKO (puñetazos)                         | UFC 8                                  | 16 de febrero de 1996    | 1     | 5:31   | San Juan            | Semifinal del Torneo de UFC 8.                                                        |
| Victoria  | 1–0     | Paul Herrera             | TKO (codazos)                           | UFC 8                                  | 16 de febrero de 1996    | 1     | 0:13   | San Juan            | Cuartos de final del Torneo de UFC 8.                                                 |